# Striga klingii
Striga klingii ist eine Pflanzenart aus der Gattung Striga in der Familie der Sommerwurzgewächse (Orobanchaceae).

## Beschreibung
Striga klingii ist eine bis zu 86 cm hoch werdende, parasitäre, einjährige Pflanze. Sie wachsen plump und steif aufrecht und sind oftmals direkt unterhalb der Blütenstände dreifach verzweigt. Sie sind schuppig und steifhaarig behaart, der Stängel ist undeutlich rechteckig. Die Laubblätter haben eine Größe von 20 bis 40 (selten bis 70) × 4 bis 7 (selten bis 12) mm, sie sind schmal elliptisch, haben eine stumpfe Spitze, sind grob gezähnt und besitzen drei Adern. Sie stehen gegenständig und sind kürzer als die Internodien.
Die Blüten stehen dicht und sich überlappend in einem sehr kompakten Blütenstand, der deutlich kürzer als der vegetative Spross ist. Die Blüten sind von je zwei Tragblättern begleitet, die unteren Tragblätter haben eine Größe von 10 bis 20 × 2 bis 4 mm, sie sind lanzettlich geformt und länger als der Kelch. Die oberen Tragblätter sind ebenfalls lanzettlich, jedoch nur in etwa genauso lang wie der Kelch.
Der Kelch ist zwölf- bis fünfzehnrippig und 8 bis 10 mm lang. Die Kelchröhre hat eine Länge von 5 bis 6 mm. Sie ist mit vier gleich geformten oder fünf ungleich geformten Zipfeln bedeckt. Diese sind etwas kürzer als die Röhre, 3 bis 5 mm lang und linealisch geformt. Die Krone ist violett. Die Kronröhre hat eine Länge von 10 bis 13 mm, ist gebogen und auf Höhe der Kelchzähne erweitert und drüsig oder nichtdrüsig behaart. Die Lappen der Unterlippe haben eine Größe von 4 bis 7 × 2 bis 4 mm, sie sind eiförmig und abstehend. Die Oberlippe ist 2 bis 3 × 3 bis 4 mm groß, umgekehrt eiförmig und eingekerbt.

## Vorkommen
Striga klingii kommt in West- und Zentralafrika vor. Das Verbreitungsgebiet reicht vom Senegal bis in den Süden Sudans, disjunkte Vorkommen gibt es in Tansania und Malawi. Die Art wächst in kleinen Populationen und parasitiert Gräser in feuchten Savannen.